# こじき姫ルンペネラ
『こじき姫ルンペネラ』（こじきひめルンペネラ）は、手塚治虫による日本の漫画作品。

## 概要
『週刊ヤングマガジン』（講談社）にて1980年の創刊号より連載された（掲載号は1980年No.1（創刊号）、No.3、No.7、No.9、No.11）。全5話。
全体的にエロティックな雰囲気の漂う作品となっている。当時の石油情勢ネタや映画のパロディネタなどのギャグが散見される。雑誌連載版と単行本収録版では大幅に描き直しがされており、単行本収録版ではエロティックな表現がよりソフトなものに描き換えられているが、物語の基本的なあらすじはほぼ一緒である。

## あらすじ
高田馬場の予備校に通う青年・陣内。彼は無類の映画好きで、いつも予備校で勉強そっちのけで映画の話題に夢中だった。そんなある日、彼はコジキルックの女の子と出会う。不思議なランプを操る謎の女の子と仲良くなってデレデレの陣内だが、実は彼女はアブクゼニによるクーデターで国を追われ、2000年前の世界から現代に亡命してきたルンペネラ姫の従者であった。現代まで追ってきたアブクゼニの魔の手から、陣内は女の子を守るために逃亡生活に入る。

## 登場人物
陣内（じんない）
予備校に通う青年。子供の頃は漫画好きで、今は異常なまでの映画好き。ある日、コジキルックの不思議な女の子と出会い、彼女を守るために逃亡生活に入る。
女の子（ランプ）
2000年前の世界から現代に逃げてきたコジキルックの女の子。イスラムの教えに忠実。不思議なランプを使って魔法のようなことをしてみせる。実は彼女は、クーデターで国を追われたルンペネラ姫の従者で、彼女の操るランプは彼女そのものである。陣内をルンペネラ姫の婚約者・ワッサンと勘違いして陣内の家に逃げ込むが、後に人違いだと知る。それでも彼女は陣内に想いを寄せていく。
ルンペネラ姫
ランプの中に隠れ、2000年前の世界から現代に逃げてきた。アブクゼニのクーデターで政権が転覆した国の王女で、その生まれからか非常に気高い。婚約者のワッサンと瓜二つの陣内を、ワッサンと勘違いする。
アブクゼニ
クーデターを起こして国を乗っ取り、ルンペネラ姫を我が妻にせんと狙う男。2000年後の世界にまでルンペネラ姫を追ってやってくる。
ワッサン
ルンペネラ姫の婚約者。陣内に瓜二つ。
村上（むらかみ）
陣内の小学校からの友人で、同じ予備校に通っている。映画バカの陣内を心配するが、陣内は全く反省していないので呆れている。

## 単行本
- 手塚治虫漫画全集 Vol.128 タイガーブックス8巻（講談社）に全話が収録されている。

## 復刻版
2022年に立東舎から出版された『メタモルフォーゼ オリジナル版』に、雑誌連載時の『こじき姫ルンペネラ』オリジナル版も収録された。